# Tala (Egitto)
Tala (تلا, Tala in arabo) è una città dell'Egitto, situata nel governatorato di al-Manufiyya, nella pianura formata dal delta del Nilo.

## Geografia
La città di Tala si trova nell'estremo nord-ovest del governatorato di Manufiyya; confina a ovest con il ramo del delta del Nilo, chiamato Rashid (denominazione araba di Rosetta, città dell'Egitto), a sud est con la città di Shebin al-Koum, e a est con il centro di Barakat al-Sabaa. La superficie di Tala è di circa 186 kmq, ovvero di circa il 7,3% della superficie totale del governatorato che comprende sette unità di villaggi locali: Badel, Kafr Al-Sukaria, Zarkan, Mit Abu Al-Koum, Toukh Dalkeh, Saft Jadam, Kafr Rabej e Zawiya Bam. Seguono anche 42 villaggi e 106 villaggi, in arabo denominati "infedeli"( cioè copti).

## Storia
La città di Tala è una della città più antiche dell'Egitto e, come menzionato da Emile Amelinou nel suo libro "La geografia dell'Egitto nell'era copta", era precedentemente
conosciuta come "Talanaou". Viene citata come Tala per la prima volta nelle leggi di Ibn Mamati. Nell'anno 1863 Tala fu scelta come base per un nuovo dipartimento amministrativo per il territorio di nord-ovest del distretto di Al-Manufiyya e venne chiamato "Dipartimento di Tala".

## Monumenti e luoghi d'interesse
Nella città si possono trovare otto moschee, delle quali la più famosa è quella che è stata ristrutturata da Omar Bey Al-Ashqar. La città è attraversata da uno degli innumerevoli affluenti del Nilo, il canale di Al Batanuniyah, lungo le cui rive si possono fare passeggiate in bicicletta o a piedi, oppure si può prendere il sole.

## Cultura
A circa 75 Km da Tala si trova l'Università del governatorato fondata da un decreto presidenziale nel 1976.L'Università oggi fa parte di El Sadat City, una giovane città industriale costruita in onore del vecchio presidente Anwar Sadat . L'Università e oggi un riferimento colturale di tutta Al-Manufiyya.

## Economia

### Settore primario
In agricoltura i prodotti principali sono: melanzane, alberi da frutto, mais, riso, angurie e fiori.
Si allevano bovini, ovini, pollame. 

### Settore secondario
È sviluppata l'industria della carta.